# Jean Jaureguy

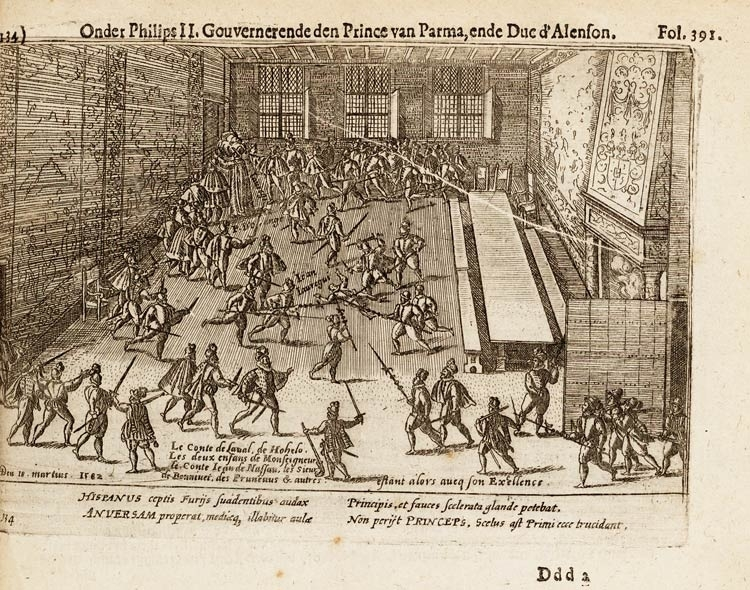
Tekening van de dood van Jaureguy na de aanslag (Frans Hogenberg)

Jean (de) Jaureguy of Juan de Jáuregui (ca. 1562 - Antwerpen, 18 maart 1582) pleegde een mislukte aanslag op Willem van Oranje in Antwerpen. 
Jean Jaureguy was een Bask, afkomstig uit Frankrijk, die werkte als knecht van de Spaanse bontkoopman Gaspar de Añastro uit Vitoria, die daarvoor drie schepen had verloren en in Antwerpen verbleef. Añastro had wel oren naar de geruchten over de beloning van 80.000 dukaten en de verheffing in de Orde van Sint-Jacob van het Zwaard die Filips II van Spanje in 1580 zou hebben uitgeloofd voor de liquidatie van Willem van Oranje. Zelf durfde hij het echter niet aan en hij haalde daarop samen met zijn 19-jarige klerk Antonio de Venero en de Jacobijnse priester Anthony Timmerman uit Duinkerke zijn arme assistent-klerk Jaureguy over om het klusje voor hem uit te voeren met de belofte dat hij dan 2877 kronen zou krijgen. De psychisch labiele Jaureguy zou de aanslag daarnaast ook hebben gepleegd tot meerdere glorie van God.
Op zondag 18 maart 1582 trok Jaureguy naar de eetzaal in het Antwerpse kasteel waar Willem van Oranje verbleef en bood hem een petitie aan. Nog voor Willem het papier had kunnen aanpakken, vuurde Jaureguy op zijn hoofd. Hoewel het een slecht pistool was dat niet goed werkte, wist Jaureguy Willem toch met een kogel te raken. Deze kogel raakte hem in zijn nek onder zijn rechteroor, waarna de kogel zijn lichaam verliet via zijn linkerkaakbeen. Het schot richtte daarmee geen onherstelbare schade aan en Willem herstelde later van het incident. Jaureguy werd echter ter plekke doorstoken door het zwaard van een van de ridders uit zijn gevolg en vervolgens gedood door de hellebaardiers.
Bij het onderzoeken van het lichaam werd ontdekt dat Jaureguy twee stuks kleren van beverbont, verschillende kruizen en amuletten, een groene waskaars en verschillende geschreven Spaanse documenten bij zich droeg. De medeplichtigen werden daarmee opgespoord. Toen Willem van Oranje aan de beterende hand was, beval hij een "genadevolle executie" voor de overlevenden: op 28 maart werden Venero en Timmerman terechtgesteld op de garotte en vervolgens onthoofd en gevierendeeld voor publieke tentoonstelling. De Añastro was echter op 13 maart naar de Waalse Nederlanden vertrokken en claimde de beloning voordat Alexander Farnese dit kon doen. De beloning die Filips II had ingesteld in juni 1580 bleek echter geen 80.000 dukaten te zijn, maar 25.000 Spaanse escudo, de betreffende adellijke titel en vrijstelling van vervolging.

## Nageschiedenis
Hoewel Willem zwaar gewond was, wist de arts Pascasius Justus Turcq het bloeden te stelpen. De kogel had geen vitale delen geraakt en door de goede verzorging van zijn derde vrouw Charlotte van Bourbon en zijn zuster Maria kwam hij er na enkele maanden bovenop. Terwijl Willem langzaam herstelde, verzorgde Charlotte haar man echter zo intensief dat haar eigen gezondheid achteruit ging. Ze stierf op 5 mei 1582 en ligt begraven in de Antwerpse kathedraal.
Balthasar Gerards, de latere moordenaar van Willem van Oranje, had echter vernomen dat de aanslag op de prins wel succesvol was geweest. Hij was opgelucht dat hij zelf zijn leven niet meer hoefde te wagen om de leider van de Nederlandse Opstand te vermoorden. Later bereikte hem het nieuws dat de prins toch nog in leven was. 
Het verhaal over de liquidatiepoging werd gepubliceerd in het Frans, Nederlands en Spaans door Christoffel Plantijn.